# محمد همت
محمد همت (انگلیسی: Mohamed Hemmat) بازیکن واترپلو اهل مصر بود.